# Face the Music (Electric Light Orchestra-album)
Face the Music är ett musikalbum av Electric Light Orchestra som släpptes i september 1975 i USA och i november 1975 i Storbritannien. Skivan genererade två stora hitsinglar med låtarna "Evil Woman" och "Strange Magic". Trots att de låtarna var hits i Storbritannien misslyckades albumet med att nå listplacering där. Skivan återutgavs 2006 med fyra bonusspår.

## Låtlista
(alla låtar komponerade av Jeff Lynne)
Sida A
1. "Fire on High" - 5:30
2. "Waterfall" - 4:27
3. "Evil Woman" - 4:19
4. "Nightrider" - 4:23

Sida B
1. "Poker" - 3:31
2. "Strange Magic" - 4:29
3. "Down Home Town" - 3:54
4. "One Summer Dream" - 5:47

## Listplaceringar
- Billboard 200, USA: #8[1]
- Topplistan, Sverige: #41[2]